# 미샤 오마르

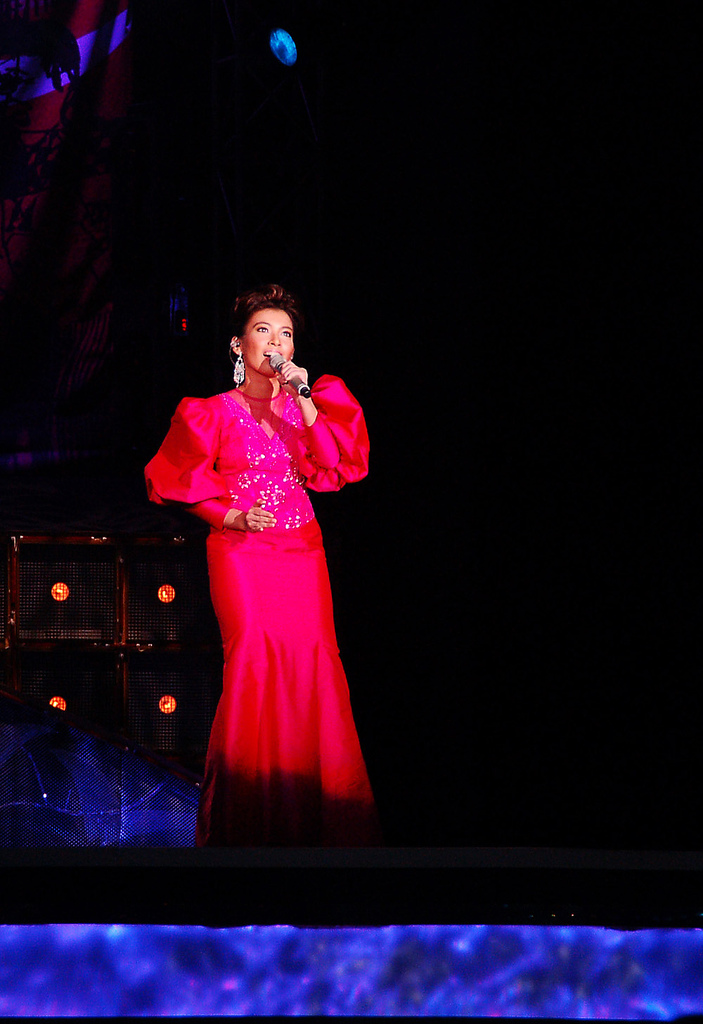

미샤 오마르(말레이어: Misha Omar)는 말레이시아의 가수이자 배우이다. 2001년 빈탕 RTM에 출연했으나 패했으며, 이듬해 1집 <Misha>로 데뷔했다. 2008년 3집 <Misha Omar>까지 총 3개의 앨범을 냈다.